# Astatoreochromis vanderhorsti
Astatoreochromis vanderhorsti är en fiskart som först beskrevs av Greenwood, 1954.  Astatoreochromis vanderhorsti ingår i släktet Astatoreochromis och familjen Cichlidae. IUCN kategoriserar arten globalt som livskraftig. Inga underarter finns listade.